# 판 타데우스
판 타데우스(폴란드어: Pan Tadeusz)는 프랑스에서 제작된 안제이 바이다 감독의 1999년 드라마 영화이다. 아담 미츠키에비치의 동명의 시를 바탕으로 제작되었다. 다니엘 올브리츠키 등이 주연으로 출연하였다.

## 출연

### 주연
- 다니엘 올브리츠키
- 미샬 제브로브스키
- 그라지나 자폴로스카

### 조연
- 알리샤 바흐레다

## 제작진
- 미술: 알란 스타스키
- 의상: 막달레나 비에르나브스카-테스와브스커